# 정윤종
정윤종(1992년 8월 14일 ~ )은 대한민국의 전직 스타크래프트, 스타크래프트 II 프로게이머, 게임 해설자이며, 현재는 아프리카TV 파트너 비제이(2019년 12월 부)로 활동 중이다. 프로게이머 시절 사용하던 아이디는 Rain이며, 종족은 프로토스이다. 이전에는 By.Rain이라는 아이디를 사용한 적이 있다.

## 경력
2009년 상반기 드래프트에서 MBC게임 히어로의 3차 지명으로 입단하였다.
MBC게임 히어로에서 연습생 생활을 보내고 2010년 1월 SK텔레콤 T1으로 이적 후 데뷔하였다. 신한은행 프로리그 10-11 2R부터의 도재욱의 부진으로 인한 프로토스 라인의 공백을 메우며 잠시 주전의 역할을 해내지만, 위너스리그에서 부진하게 된다. 하지만 5R부터 다시 급부상하기 시작하여 마침내 10-11 정규시즌 신인왕 타이틀을 얻는데 성공했다.
2011년 8월 27일 경남 - STX컵 마스터즈 2011 결승전에서 화승 OZ를 상대로 선봉 출전하여 김유진, 이제동, 박준오, 구성훈을 상대로 승리하며 올킬을 하는데 성공했다. 프로리그에 자주 출전을 하며 조금씩 자신의 실력을 입증하고 있다. 김택용과 도재욱의 뒤를 이을 SK텔레콤 T1 주전 선수로 성장하였으며, 스타크래프트Ⅱ 전환 이후 뛰어난 성적을 기록하고 있다.
2012년 8월 스타크래프트Ⅱ에서 뛰어난 활약에 힘입어 랭킹이 4위까지 대폭 상승하였다. 10월 14일에는 월드 챔피언십 시리즈 아시아 파이널에서 현재 자신의 팀 동료인 원이삭을 2:0으로 이기고 생애 첫 개인 대회 우승을 차지하였다. 또한 비슷한 시기에 진행된 두 대회 2012 핫식스 글로벌 스타크래프트 II 리그 시즌 4, 옥션 올킬 스타리그 2012에서 모두 4강에 오르는 기염을 토했다. 옥션 올킬 스타리그 2012 4강에서 김성현을 만나서 0:3으로 무너지다가 불굴의 의지로 견뎌낸 정윤종은 4:3으로 역스윕에 성공해 팬들에게 깊은 인상을 남겼다. 마침내 결승전에서 자신이 원하는 상대인 박수호를 만나서 4:1로 꺾고 우승하였다. 11월에야 이런 맹활약을 바탕으로 하여 생애 최초로 KeSPA 랭킹 1위를 달성하게 된다.
그러나 곧바로 이어진 2012 핫식스 글로벌 스타크래프트 II 리그 시즌 5 대회를 기권하였고 MLG 대회 참가를 위해 미국으로 떠났으나 큰 성과를 보지는 못했다. 이후 2012 글로벌 스타크래프트 II 리그 블리자드 컵에서 무너지며 부진의 늪에 빠지게 되었다.
스타크래프트 II: 군단의 심장 출시 후, 서서히 기량을 끌어올린 정윤종은 2013 WCS 코리아 시즌 2 옥션 올킬 스타리그 결승에 오르게 된다. 결승에서는 조성주에게 2:4로 패배하여 첫 준우승을 하였다. 그 후 곰TV에서 진행한 2013 핫식스컵에서 김민철을 4:2로 꺾고 우승하면서, 온게임넷과 곰TV 양대 방송 대회 최초 우승이라는 타이틀을 가지게 되었다.
정윤종은 자유로운 연습 환경을 원하여 재계약을 하지 않고, 2014년 9월 30일자로 SK텔레콤 T1과의 계약을 만료하였으며, 2014년 11월 9일부로 스위스 프로게임단 mYinsanity에 입단하였다. 해외팀으로 이적 후 좋은 성적을 유지하다가, 2015 스베누 글로벌 스타크래프트 II 리그 시즌 2 결승전에 올라 한지원을 4:1로 꺾고 커리어 최초로 GSL 우승을 거머쥐었다. 이로써 2012년 KeSPA 랭킹 1위 달성 이후 이번에는 GSL 랭킹 첫 1위까지 올랐다. 또한 직후 홈스토리컵 시즌11에서도 우승을 차지하며 다시 한번 최고의 전성기를 맞고 있다.
그러다 2015년 12월 15일 mYinsanity와의 계약 종료를 발표했으며, 부친에게 간 이식 수술을 사유로 잠정적 휴식을 가지다가 2015년 12월 19일부로 프로게이머 은퇴를 발표했다. 이후 2016년 5월 12일 SPOTV GAMES의 스타크래프트 II 스타리그 2016 시즌 2 해설로 합류했다.
2016년 말, 정윤종은 아프리카TV 개인 방송을 통해 다시 스타크래프트: 브루드 워 플레이를 시작하였다. 이후 2018년 5월, 아프리카TV 스타리그 시즌5에서 장윤철을 3:1로 꺾고 처음으로 스타크래프트 1 우승을 차지하였고 '스타 2'와 '스타 1'을 석권한 최초의 선수가 되었다.
정윤종은 블리자드가 직접 주최하는 스타크래프트 1 대회인 KSL에서 출전 선수들 중 유일하게 전 시즌 모두 4강 이상의 좋은 성과를 내었고 특히 2019년 6월, KSL 시즌3에서는 변현제를 4:1로 제압하고 우승을 차지하면서 다시 한 번 스스로 현 프로토스 최강자임을 증명하였다. KSL 시즌3 우승 당시 2년 내 동족전 승률은 무려 85.7%(30승 5패)에 육박할 정도로 압도적이었다. 이후 ASL 시즌8에서 3위, KSL 시즌4에서 준우승을 차지하였고, ASL 시즌9 개최 전 시드(seed)를 반납하면서 2019년 12월 부로 공식전 은퇴를 선언하였다. 그러다가 2년 넘는 공백 끝에 2022년 1월 ASL 시즌13에 참가하여 준우승을 달서하였고, 다시 시드를 반납했다가 1년 6개월의 공백 후 2023년 7월 ASL 시즌16에 참가하였다.
이로써 정윤종은 2004년 강민 이후 15년 만에 스타크래프트: 브루드워 양대리그를 우승한 프로토스 플레이어가 되어, 현역시절 스타크래프트 II OSL-GSL 양대리그 우승에 이어 은퇴 후 스타크래프트 I ASL-KSL 양대리그 우승까지 차지하며 스타크래프트 시리즈 역사상 최초로 양 분야의 양대리그를 모두 석권하는 전무후무한 대업을 달성하였다. 현역 스타크래프트: 브루드 리그 종료 이후 현재 블리자드 공인 개인리그로 인정되어 있는 ASL-KSL 기록만 놓고 보아도 총 전적 112승 61패(승률 64.7%)로, 테란전 29승 29패(승률 50.0%), 저그전 41승 24패(승률 63.1%, 승률 1위), 프로토스전(동족전) 42승 8패(승률 84.0%, 승률 1위)이다.

## 스타리그 로열로더
2012년 10월 27일, 옥션 올킬 스타리그 2012에서 박수호를 4:1로 꺾고 우승하며 온게임넷 스타리그 로열로더로 등극하였다.
이후 온게임넷은 군단의 심장을 기반으로 한 블리자드 주관의 WCS KOREA 스타리그를 개최하기 때문에 정윤종은 스타크래프트 II 자유의 날개로 치러진 온게임넷 최초이자 최후의 우승자이며, 온게임넷에서 독자적으로 주관한 스타리그의 마지막 우승자다. 또한 온게임넷 스타리그 역사상 처음이자 마지막으로 저그를 꺾고 우승한 프로토스가 되었다.

## 수상 경력

### 개인 리그

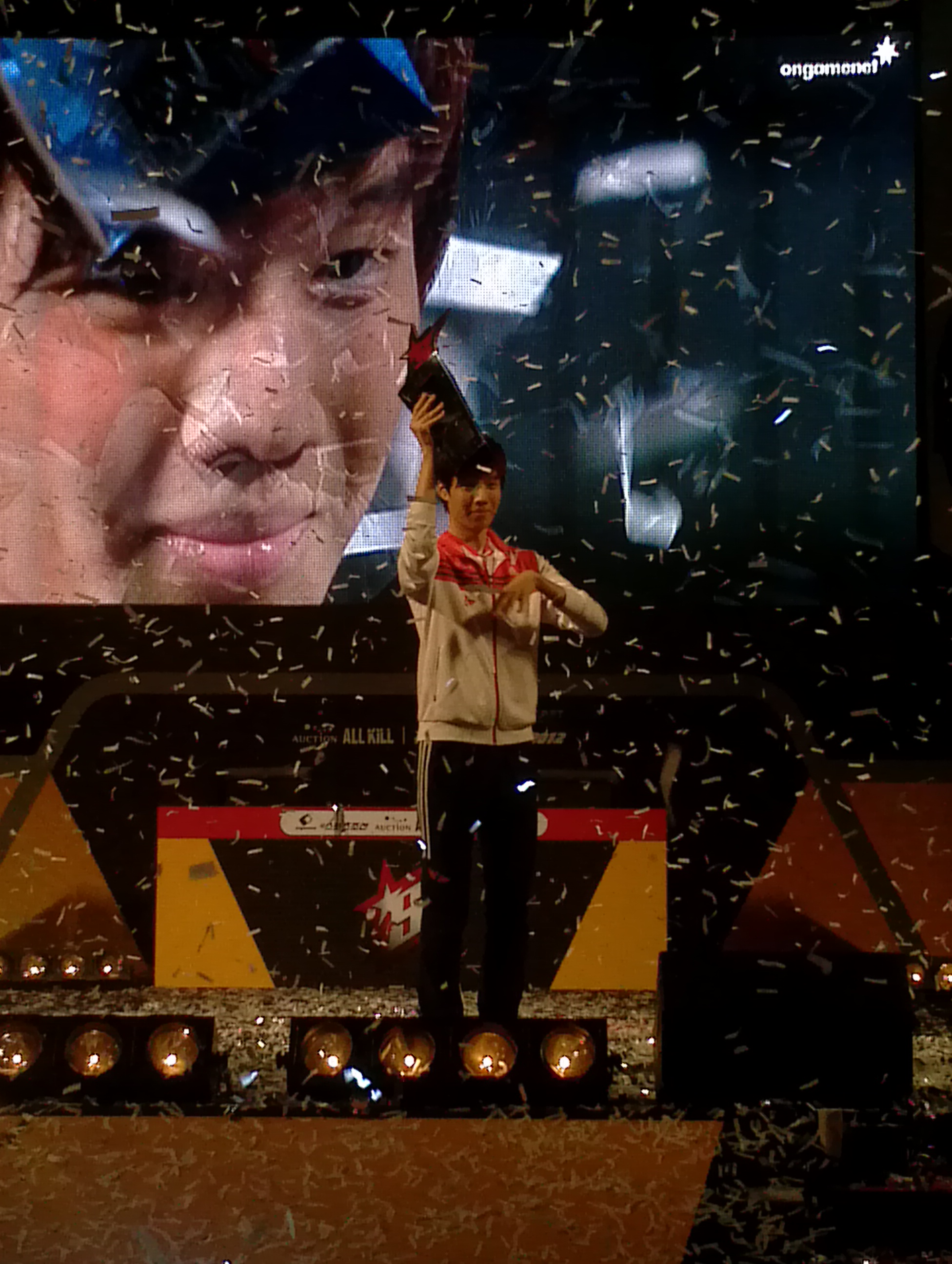
옥션 올킬 스타리그 2012에서 우승을 차지한 정윤종

스타크래프트 : 블리자드 공인 개인리그 우승 2회, 준우승 2회
스타크래프트 II : 프리미어 개인리그 우승 5회, 준우승 2회

#### 스타크래프트
- 2009년 제46회 스타크래프트 준프로게이머 선발전 입상
- 2016년 아프리카TV 스타리그 시즌2 16강
- 2017년 아프리카TV 스타리그 시즌3 24강
- 2017년 아프리카TV 스타리그 시즌4 8강
- 2018년 아프리카TV 스타리그 시즌5 우승 (3:1 장윤철)
- 2018년 코리아 스타크래프트 리그 4강
- 2018년 아프리카TV 스타리그 시즌6 8강
- 2018년 코리아 스타크래프트 리그 시즌2 4강
- 2019년 아프리카TV 스타리그 시즌7 4위
- 2019년 코리아 스타크래프트 리그 시즌3 우승 (4:1 변현제)
- 2019년 아프리카TV 스타리그 시즌8 3위
- 2019년 코리아 스타크래프트 리그 시즌4 준우승 (2:4 이재호)
- 2022년 아프리카TV 스타리그 시즌13 준우승 (0:4 이재호)

#### 스타크래프트 II
- 2012년 9월 HOT6 글로벌 스타크래프트 II 리그 Season 4 코드S 4강
- 2012년 11월 HOT6 글로벌 스타크래프트 II 리그 Season 5 코드S 32강 (MLG 일정으로 인한 기권)
- 2012년 10월 2012 월드 챔피언십 시리즈(WCS) 아시아 파이널 우승 (2:0 원이삭)
- 2012년 10월 옥션 올킬 스타리그 2012 우승 (4:1 박수호)
- 2012년 11월 2012 월드 챔피언십 시리즈(WCS) 글로벌 파이널 3위
- 2012년 11월 MLG 2012 Fall Season Championship 6강
- 2012년 12월 2012 GSL 그랜드 파이널 10강
- 2012년 12월 MLG Tournament of Champions 준우승
- 2013년 2월 핫식스 2013 글로벌 스타크래프트 II 리그 시즌 1 Code A 24강
- 2013년 3월 2013 WCS 코리아 시즌 1 망고식스 글로벌 스타크래프트II 리그 Code S 32강
- 2013년 3월 2013 MLG Winter Championship 8강
- 2013년 4월 제4회 인천 실내무도아시아경기대회 스타2 부문 국가대표 선발전 32강
- 2013년 5월 2013 WCS Korea Season 1 챌린저리그 12강
- 2013년 8월 2013 WCS 코리아 시즌 2 옥션 올킬 스타리그 준우승 (2:4 조성주) (2013 WCS 시즌 2 파이널 진출)
- 2013년 8월 WCG 2013 한국대표선발전 스타크래프트 ll 부문 8강
- 2013년 8월 2013 WCS 시즌 2 파이널 8강
- 2013년 9월 2013 WCS 코리아 시즌 3 조군샵 글로벌 스타크래프트 II 리그 8강
- 2013년 12월 2013 핫식스컵 라스트 빅매치 우승 (4:2 김민철)
- 2014년 2월 IEM Season VIII - Cologne 4강
- 2014년 3월 2014 WCS 코리아 시즌 1 핫식스 글로벌 스타크래프트 II 리그 코드 S 4강
- 2014년 5월 2014 WCS 코리아 시즌 2 핫식스 글로벌 스타크래프트 II 리그 코드 S 16강
- 2014년 9월 2014 KeSPA컵 16강
- 2014년 9월 2014 WCS 코리아 시즌 3 핫식스 글로벌 스타크래프트 II 리그 코드 S 8강
- 2014년 11월 2014 핫식스컵 라스트 빅매치 8강 (기권)
- 2014년 11월 PughCraft Invitational #2 우승 (4:0 조성호)
- 2014년 12월 IEM Season IX - San Jose 준우승 (3:4 김준호)
- 2015년 1월 IEM Season IX - Taipei 8강
- 2015년 2월 2015 글로벌 스타크래프트 II 리그 시즌 1 코드 S 16강
- 2015년 3월 IEM Season IX - World Championship 16강
- 2015년 3월 Fragbite Masters Season 4 12강
- 2015년 3월 Gfinity Spring Masters I 4강
- 2015년 4월 Copenhagen Games Spring 2015 4강
- 2015년 5월 2015 DreamHack Open: Tours 8강
- 2015년 6월 2015 스베누 글로벌 스타크래프트 II 리그 시즌 2 코드 S 우승 (4:1 한지원)
- 2015년 7월 HomeStory Cup XI 우승 (4:2 이예훈)
- 2015년 7월 IEM Season X - Shenzhen 16강
- 2015년 9월 2015 핫식스 글로벌 스타크래프트 II 리그 시즌 3 코드 S 16강
- 2015년 9월 스베누 스타크래프트 II 스타리그 2015 시즌 3 4강
- 2015년 9월 2015 DreamHack Open: Stockholm 8강
- 2015년 11월 2015 WCS 글로벌 파이널 8강

### 팀단위 리그
- 2011년 7월 신한은행 프로리그 10-11 정규시즌 신인왕
- 2011년 8월 STX컵 마스터즈 2011 결승전 MVP
- 2013년 7월 SK플래닛 스타크래프트Ⅱ 프로리그 12-13 정규시즌 프로토스 부문 MVP

### 협회 수상
- 2011년 12월 : 2011 대한민국 e-스포츠 대상 신인상
- 2020년 1월 : 대한민국 e-스포츠 명예의 전당 'Heroes(히어로즈)' 부문 헌액 - e스포츠계에서 일정 실적 이상 달성한 선수들을 선정
- 2020년 1월 : 대한민국 e-스포츠 명예의 전당 '2019 Stars(스타즈)' 부문 헌액 - 매년 가장 인기 있는 6명의 선수 (네티즌들의 투표로 선정되는 부문이며, 스타크래프트에서는 이영호와 정윤종 등 2명이 선정됨)

## 팀 변경 내력
- 2009년 ~ 2014년 : SK텔레콤 T1
- 2014년 ~ 2015년 : mYinsanity

## 참고
1. ↑  ASL 시즌5 우승. KSL 시즌3 우승. KSL 시즌4 준우승. ASL 시즌13 준우승.
2. ↑  WCS 1회 우승. 핫식스컵 1회 우승. GSL 코드 S 1회 우승. 스타리그 1회 우승, 1회 준우승. IEM 1회 준우승. HomeStory Cup 1회 우승.

| 이전 허영무 | 제35대 스타리그 우승자 옥션 올킬 스타리그 2012 | 다음 조성주 |

| 역대 글로벌 스타크래프트 II 리그 우승자 |                |                        |
| WCS 2013 코리아 시즌 3 조군샵 GSL       | 2013 핫식스 컵 | 2014 핫식스 GSL 시즌 1 |
| 백동준                                  | 정윤종         | 주성욱                 |

|                |                       |                       |
| 2015 GSL 시즌1 | 2015 스베누 GSL 시즌2 | 2015 핫식스 GSL 시즌3 |
| 이승현         | 정윤종                | 이신형                |

| 역대 아프리카TV 스타리그 우승자 |                           |                           |
| 아프리카TV 스타리그 시즌4       | 아프리카TV 스타리그 시즌5 | 아프리카TV 스타리그 시즌6 |
| 이영호                          | 정윤종                    | 김정우                    |

| 역대 코리아 스타크래프트 리그 우승자 |                                |                                |
| 코리아 스타크래프트 리그 시즌2       | 코리아 스타크래프트 리그 시즌3 | 코리아 스타크래프트 리그 시즌4 |
| 김민철                               | 정윤종                         | 이재호                         |